# Liste der Kulturdenkmäler in Elben (Westerwald)
In der Liste der Kulturdenkmäler in Elben sind alle Kulturdenkmäler der rheinland-pfälzischen Gemeinde Elben aufgelistet. Grundlage ist die Denkmalliste des Landes Rheinland-Pfalz (Stand: 4. Mai 2023).

## Einzeldenkmäler
| Bezeichnung | Lage                | Baujahr    | Beschreibung                                 | Bild |
| ----------- | ------------------- | ---------- | -------------------------------------------- | ---- |
| Villa       | Wacholderweg 3 Lage | um 1920/30 | Walmdachvilla, Reformarchitektur, um 1920/30 | BW   |